# Kerstin Palm
Kerstin Palm, född 5 februari 1946, är en svensk florettfäktare. Hon deltog i samtliga sju OS mellan åren 1964 och 1988.
Hon deltog i nästan alla stora mästerskap under 1960-, 70- och 80-talen. Palm vann junior-VM 1966 och senare även Universiaden 1967. Totalt har hon vunnit 23 individuella SM-guld. Under 2000-talet har Palm gjort comeback i veteranklassen. Hon blev världsmästare 2005, 2007, 2009, 2010, 2011 och 2017 samt europamästarinna 2007 och 2010. Hon har dessutom segrat i Medicin-EM ett halvt dussin gånger.
Palms sju OS-framträdanden var länge olympiskt rekord bland kvinnor, senare tillsammans med bland andra Merlene Ottey. Via deltagande i sommar-OS 2012 slog kanotisten Josefa Idem det rekordet.
Palm är tandläkare.

## Utmärkelser och meriter
- Årets idrottskvinna 1965.
- 5:a i OS 1968 och 6:a i OS 1972.
- Förevigades på ett frimärke 1972.
- S:t Eriksmedaljen 1989.